# Monte Atos
O Monte Atos (em grego  Όρος Άθως) é uma montanha e península na Grécia. É patrimônio mundial da UNESCO, constituindo-se também como entidade política autônoma da República Helênica, governada por um Conselho Teocrático da Igreja Ortodoxa Grega. Na atualidade, os gregos usam a expressão "Montanha Sagrada" (em grego Άγιον Όρος) para se referir ao Monte Atos. 
O Monte Atos abriga vinte mosteiros greco-ortodoxos sob direta jurisdição do patriarca de Constantinopla. 
O nome oficial da entidade política é Estado Monástico Autónomo da Montanha Sagrada (em grego Αυτόνομη Μοναστική Πολιτεία Αγίου Όρους). Esta Região, Província ou Território Dependente da Grécia possui 1118 habitantes, aproximadamente. 

## Geografia
O monte está situado na península da Calcídica, a 100 km a sudeste da cidade de Tessalónica e é habitado por cerca de 1500 monges ortodoxos distribuídos em vinte mosteiros principais. Cada um destes mosteiros elege seu próprio superior e os representantes para a Santa Assembleia, que exerce o poder legislativo em todo Monte Atos.

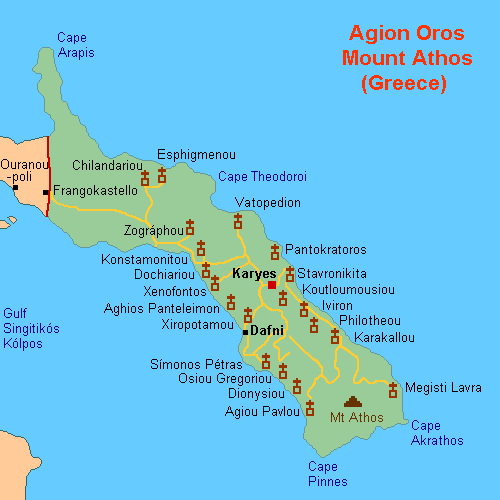
Território do Monte Atos.

A única forma de chegar ao Monte Atos é por barco, partindo da cidade de Ouranoupoli. Tratando-se de um território habitado por monges, só podem entrar homens e animais do sexo masculino.
Este pequeno enclave abriga preciosos tesouros artísticos: antigos manuscritos, ícones e afrescos pintados pelos mais ilustres representantes da pintura bizantina. Desde suas origens, a Montanha Santa hospedou místicos e mestres espirituais cujos escritos foram recolhidos no século XVIII numa célebre antologia - a Filocalia - que influenciou profundamente o mundo ortodoxo.

### Tempos modernos
Lar tradicional dos monges  russos, foi o teatro principal da controvérsia dogmática de Imiaslavie durante o início do século XX.

#### Política
A região autônoma de Montes Atos, de acordo com o decreto aprovado pela Comunidade Santa em 3 de outubro de 1913 e de acordo com os tratados internacionais de  Londres (1913),  Bucareste (1913),  Neuilly (1919),  Sèvres (1920) e  Lausanne (1923), é considerado parte do Estado grego. O decreto declarou que a Comunidade Sagrada reconhecia os reis da Grécia como soberanos legais e "sucessores no monte" dos  "Imperadores que construíram" os mosteiros e declarou seu território como pertencente ao então Reino da Grécia.
A instabilidade política na Grécia, em meados do século XX que afetou o Monte Atos incluiu a  ocupação nazista da época da Páscoa de 1941 até o final de 1944, seguida imediatamente pela Guerra Civil Grega em uma luta onde os esforços comunistas falharam. A Batalha da Grécia foi relatada na revista  Time : "Os Stukas voaram pelos céus do Egeu como pássaros escuros e terríveis, mas não lançaram bombas sobre os monges do Monte Atos".

## Galeria

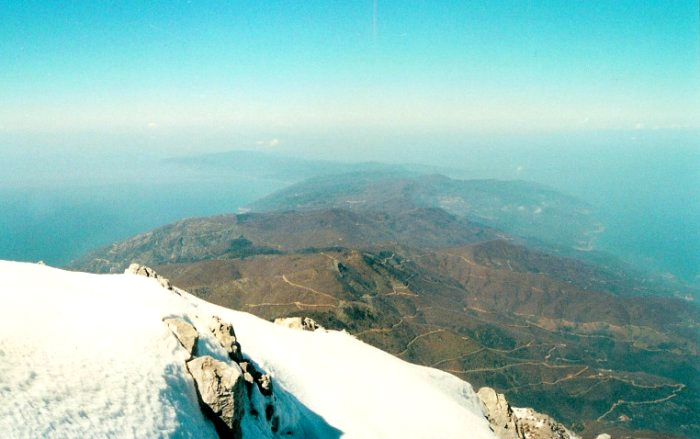
A península, vista do cume do Monte Atos em direção noroeste
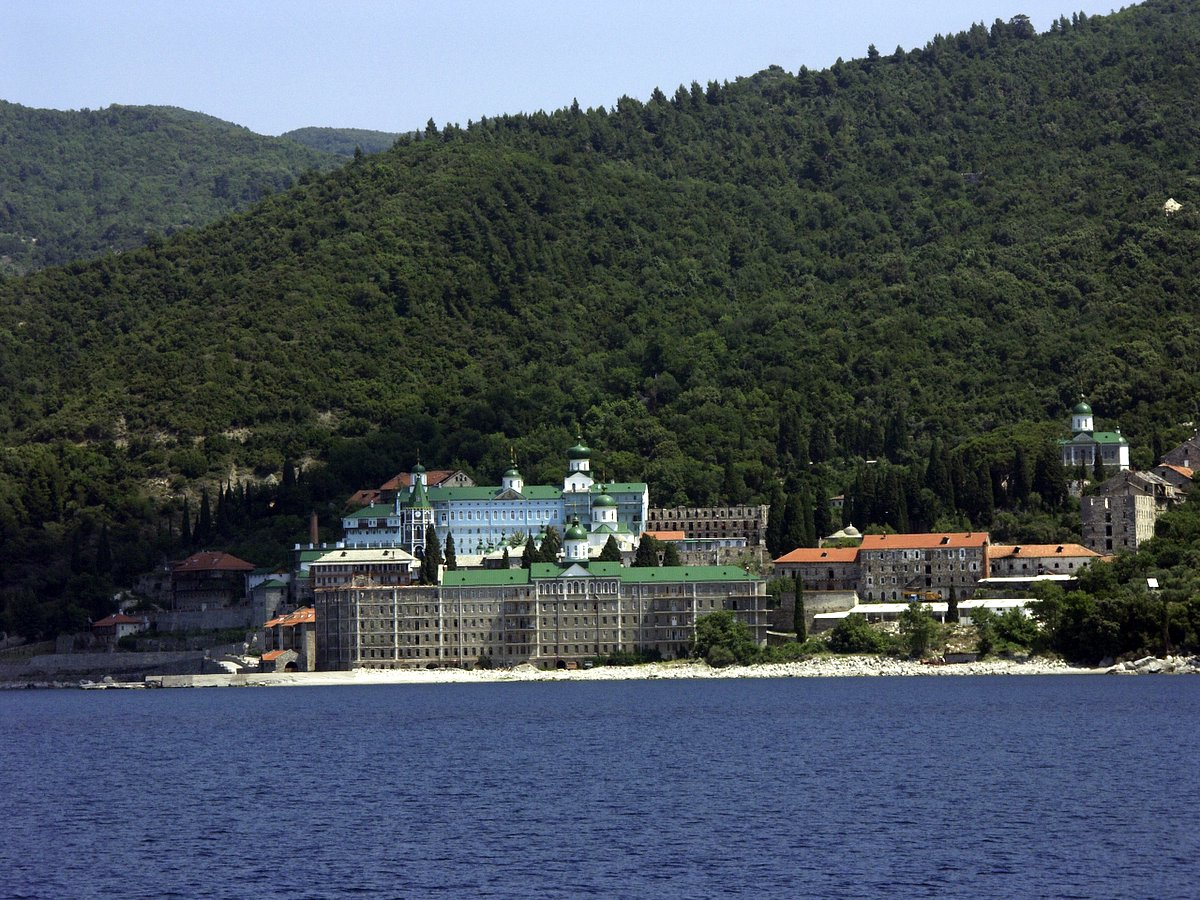
Mosteiro Aghiou Panteleimonos
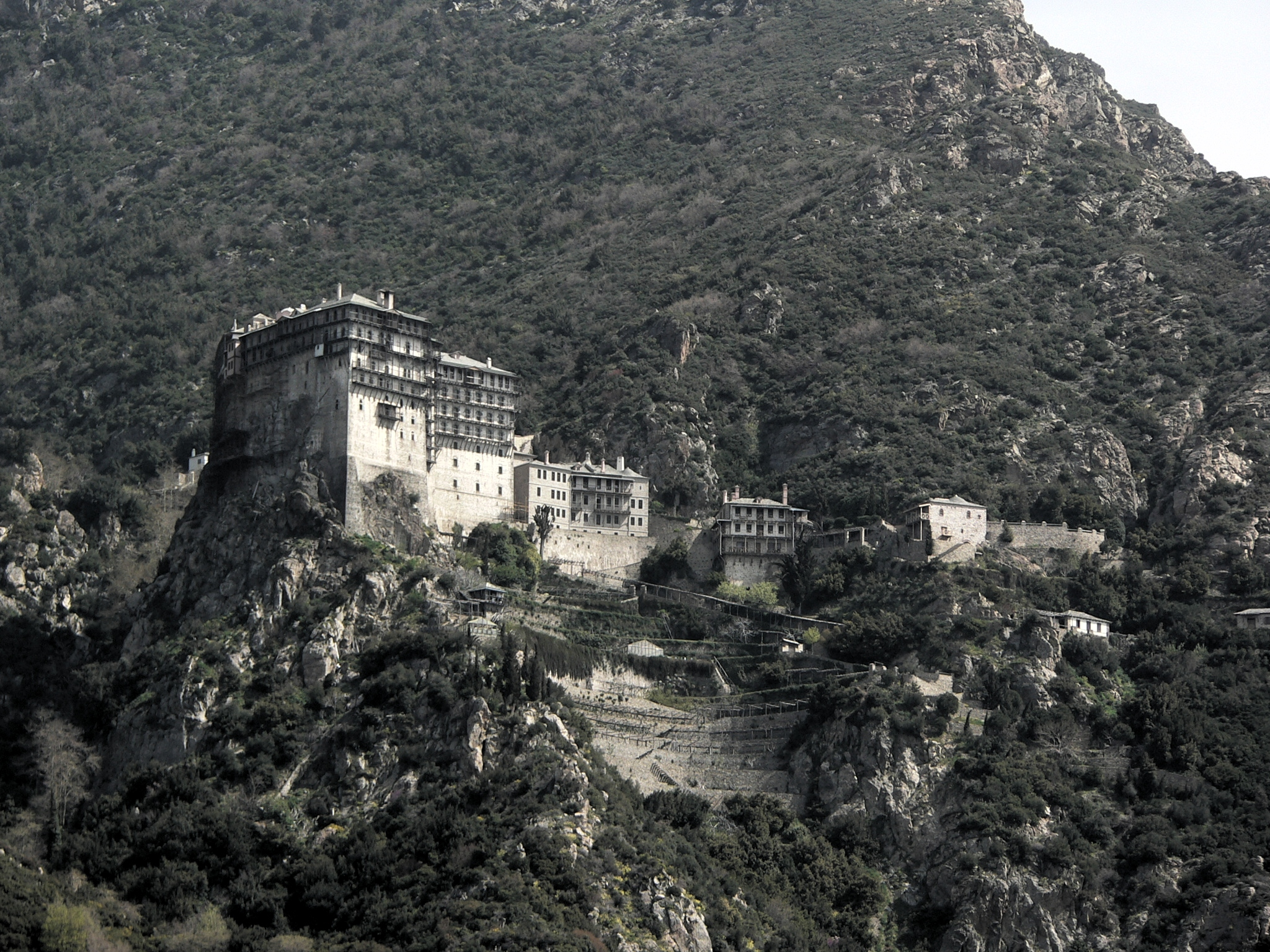
Mosteiro de Símonos Petra
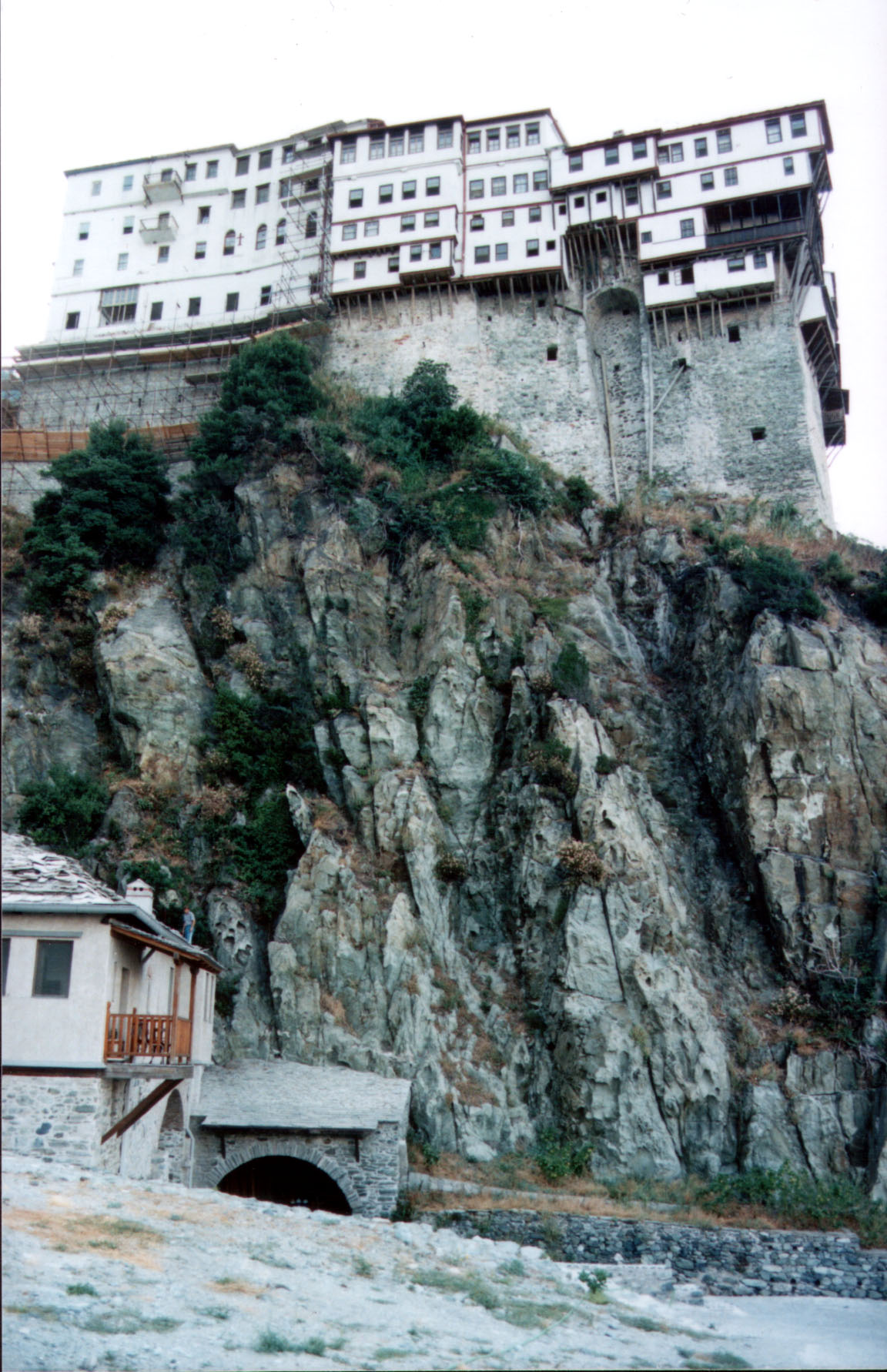
Mosteiro de São Dionísio (Agiou Dionysiou)
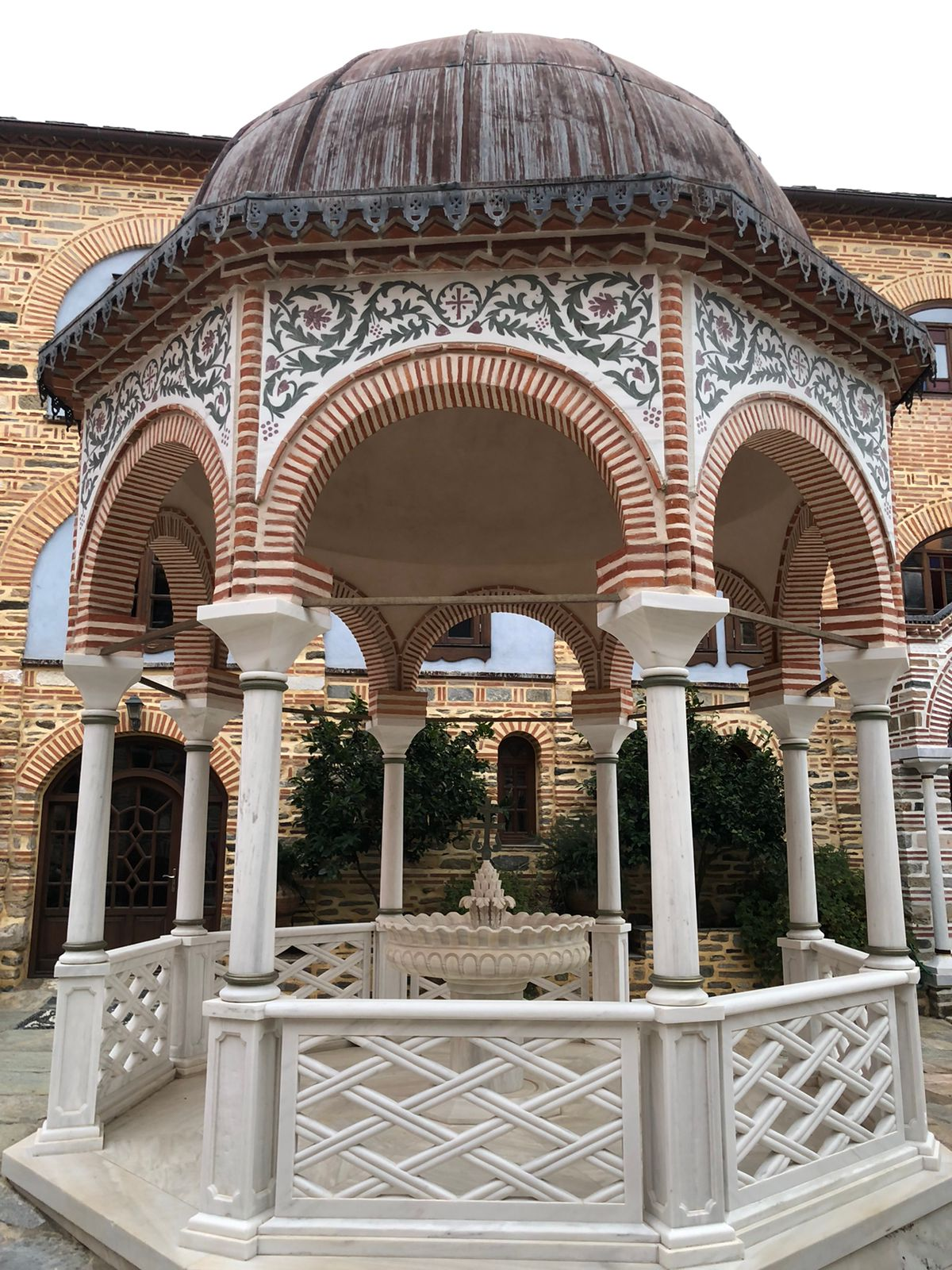
Correto no pátio do Monastério de Pantocrator (Moní Pantokrátoros).
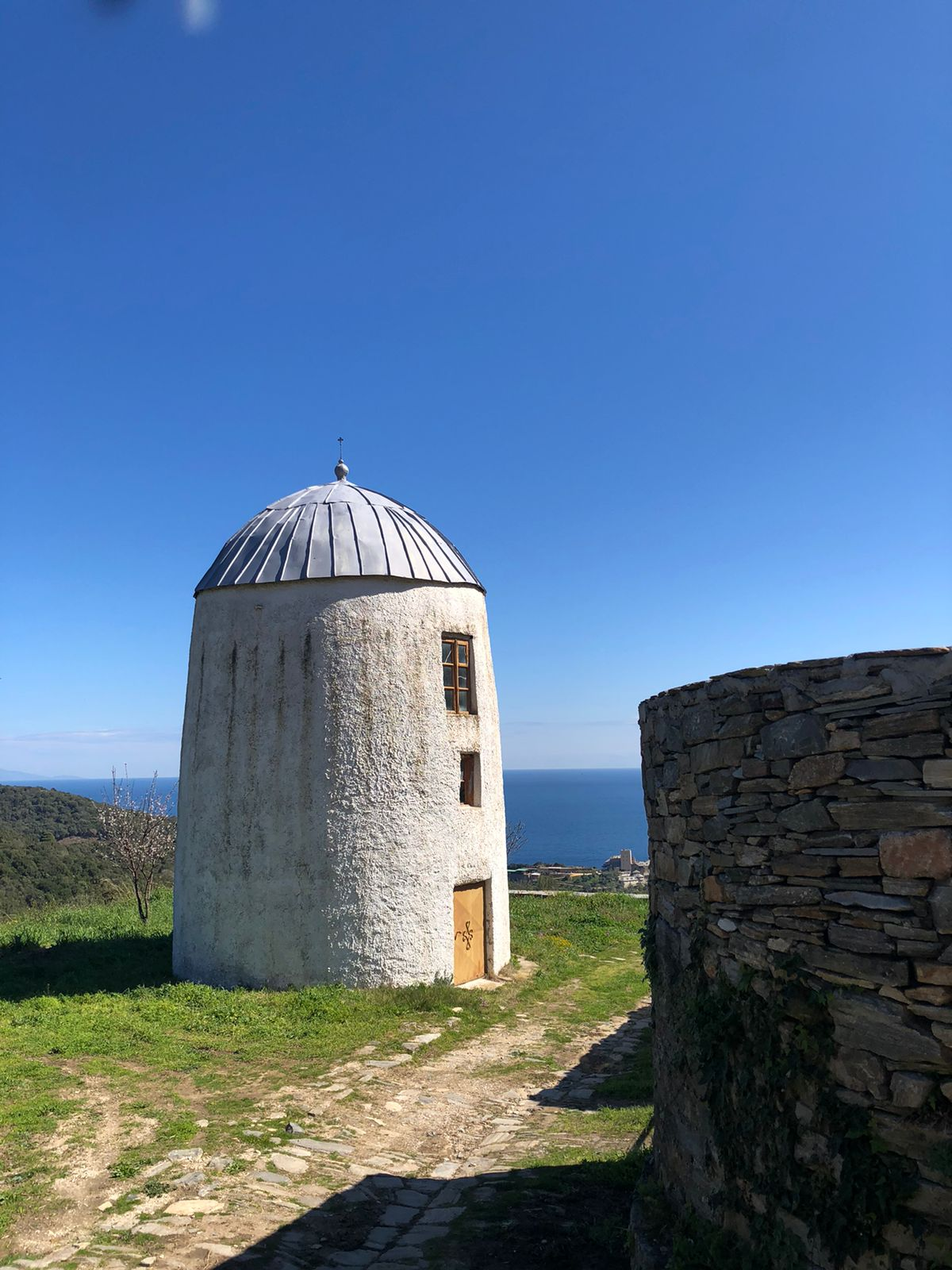
Silo na Igreja Proféta Elias (Skíti Profíti Ilía).